# Demansia papuensis
Demansia papuensis är en ormart som beskrevs av Macleay 1877. Demansia papuensis ingår i släktet Demansia och familjen giftsnokar och underfamiljen havsormar.
Arten förekommer i norra Australien inklusive Kap Yorkhalvön. Habitatet utgörs av öppna skogar eller andra områden med träd. Demansia papuensis jagar främst små ödlor. Honor lägger ägg.
Några exemplar dör när de försöka äta den introducerade och giftiga agapaddan. Andra hot mot beståndet är inte kända. IUCN listar arten som livskraftig (LC).

## Underarter
Arten delas in i följande underarter:
- D. p. melaena
- D. p. papuensis